# Старо-Атагинское сельское поселение
Старо-Атагинское се́льское поселе́ние — муниципальное образование в Урус-Мартановском районе Чечни Российской Федерации.
Административный центр — село Старые Атаги.

## История
Статус и границы Старо-Атагинского сельского поселения в Грозненском районе установлены Законом Чеченской Республики от 20 февраля 2009 года № 12-РЗ «Об образовании муниципального образования Грозненский район и муниципальных образований, входящих в его состав, установлении их границ и наделении их соответствующим статусом муниципального района и сельского поселения».
1 января 2020 года территория Старо-Атагинского сельского поселения передана из состава Грозненского района в Урус-Мартановский район.

## Население
| 2010    | 2012    | 2013    | 2014    | 2015    | 2016    | 2017    |
| ------- | ------- | ------- | ------- | ------- | ------- | ------- |
| 10 884  | ↗11 100 | ↗11 249 | ↗11 457 | ↗11 625 | ↗11 887 | ↗12 092 |
| 2018    | 2019    | 2020    | 2021    | 2023    | 2024    |         |
| ↗12 311 | ↗12 494 | ↗12 720 | ↗14 280 | ↗14 414 | ↗14 602 |         |

## Состав сельского поселения
| № | Населённый пункт | Тип населённого пункта       | Население |
| - | ---------------- | ---------------------------- | --------- |
| 1 | Старые Атаги     | село, административный центр | ↗14 602   |